# Sellerich
Sellerich is een plaats in de Duitse deelstaat Rijnland-Palts, en maakt deel uit van de Eifelkreis Bitburg-Prüm. Het dorp ligt op de Zuid-Oost helling van het Schneifelwoud. Schneifel is een samenvoeging van Schnee en Eifel.
Sellerich telt 322 inwoners op 30/09/2018.
Inwoners met hoofdwoonplaats in Sellerich: 303	Inwoners met tweede verblijf in Sellerich: 19	Totaal aantal inwoners: 322
Bewoonde straten in Sellerich: 19
Aantal bewoonde adressen: 104

## Bestuur
De plaats vormt samen met Herscheid, Hontheim, Sellericher-Höhe en de woonplaats Schneifelhaus een Ortsgemeinde en maakt deel uit van de Verbandsgemeinde Prüm.
Verbandsvrije stad:  Bitburg